# Disco di rotazione
Un disco di rotazione (in inglese: spin disk) è un accessorio per chiavi per bussole usato per ruotare velocemente un dado dopo che è stato allentato con la chiave.
I dischi di rotazione sono solitamente dei dischi piatti, comunemente di plastica, con un foro quadrato al centro per calzare sull'attacco quadro maschio della chiave per bussole. I bordi sono zigrinati per una presa salda.
Usare il disco di rotazione è molto più veloce che usare il manico della chiave per bussole, specialmente se l'ampiezza di movimento è limitata. Se il dado è molto lento, usare solo le proprie dita può essere l'opzione migliore.